# Вилхелм фон Люнебург
Вилхелм (на немски: Wilhelm von Lüneburg; * 11 април 1184 Уинчестър; † 12 декември 1213 в Люнебург) от фамилията на Велфите е херцог на Люнебург.
Той е най-малкият син на херцог Хайнрих Лъв и на Матилда Плантагенет. Вилхелм се жени за Елена († 1233), дъщерята на Валдемар I, краля на Дания (1157-1182).
Наследен е през 1223 г. от син му Ото Детето, който от 1235 г. става първият херцог на Брауншвайг-Люнебург.